# Псалтерий

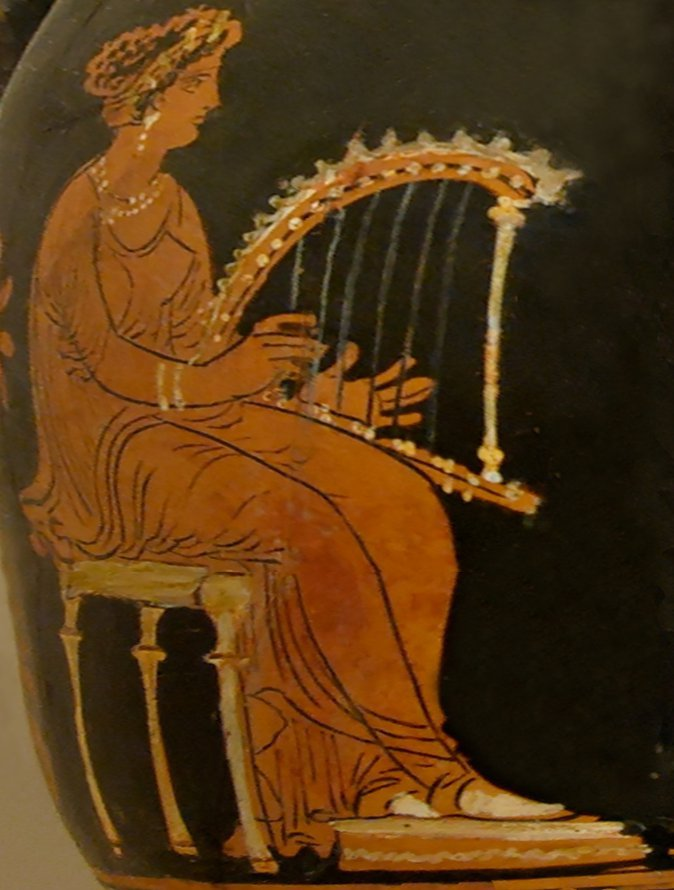
Женщина, играющая на треугольной арфе (тригоне), которую древние греки вероятно называли «псалтерием». Краснофигурная пелика из Апулии, ок. 320 г. до н. э.

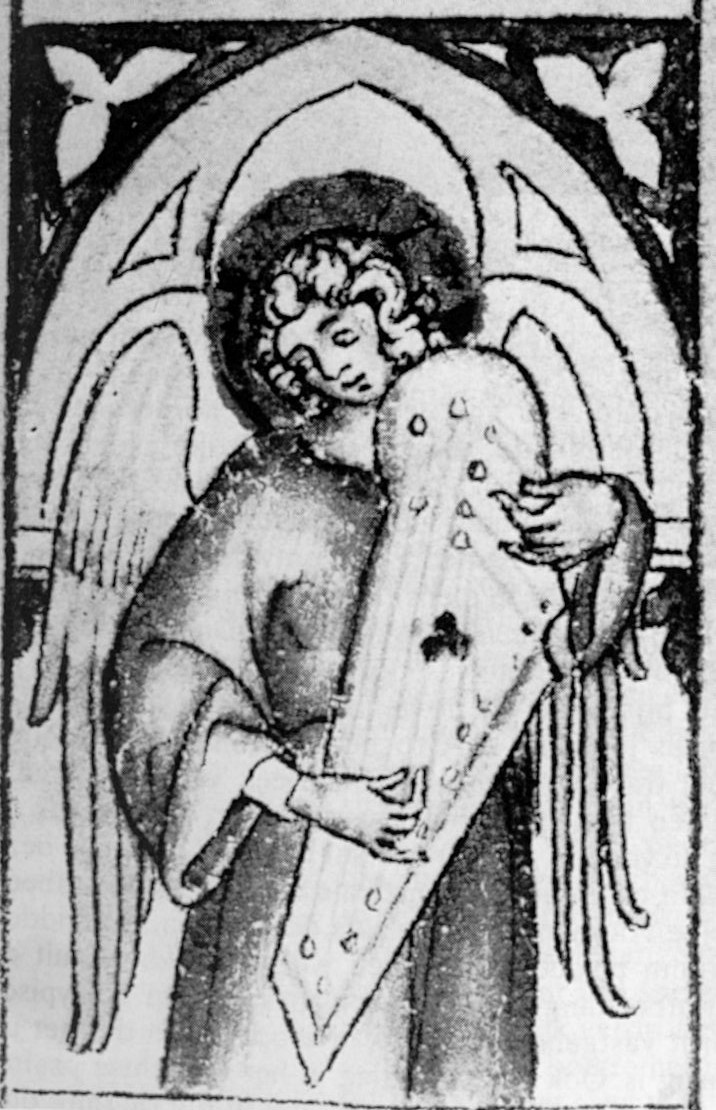
Псалтерий (иллюстрация из чешской средневековой рукописи)

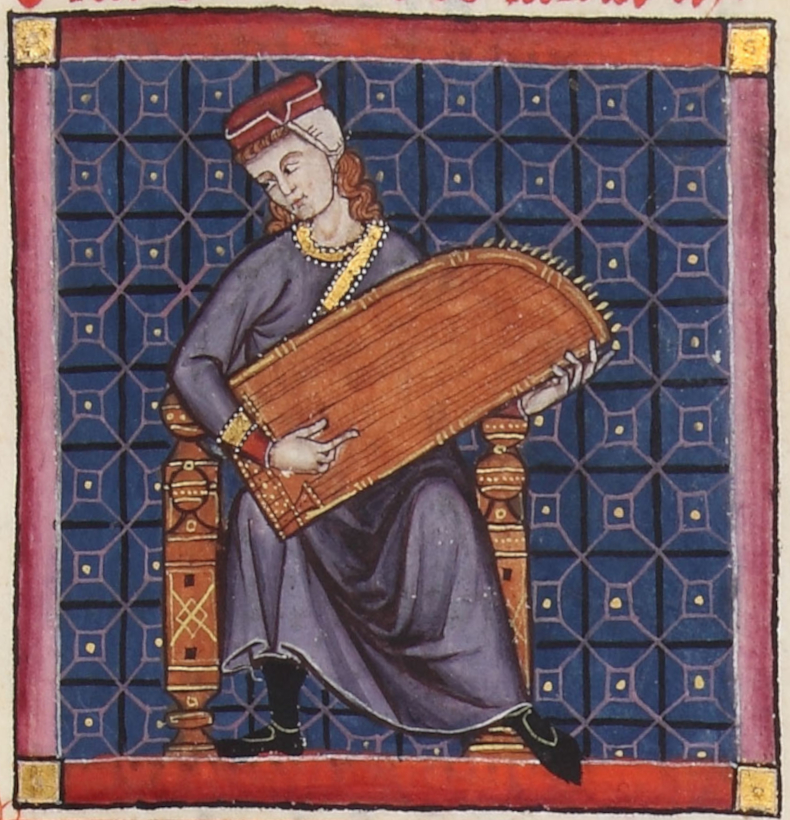
Псалтерий (иллюстрация из испанской рукописи XIII века)

Псалте́рий, псалти́рь (греч. ψαλτήριον, от греч. ψάλλω — «щипать струны»; лат. psalterium) — общее название древних многострунных щипковых музыкальных инструментов. По названию этого инструмента названа (в христианской традиции) ветхозаветная книга Псалтирь.

## Специфика
По распространённой точке зрения (см. исчерпывающую сводку у В. В. Петрова) древнегреческие и древнеримские авторы называли псалтерием арфы различной формы и конструкции (пектида, самбика, магадида, эпигоний), особенно треугольные (тригон, см. на иллюстрации). Например, Афиней (II в. н. э.) цитирует Аполлодора Афинского (II в. до н. э.): «то, что мы теперь называем псалтерием, это магадида» (636f). У Цицерона псалтерий описывается как женский «легкомысленный» инструмент, то есть примерно в том же контексте, как обычно описывалась арфа у греков:

Что же касается Публия Клодия, то он, носивший раньше платья шафранного цвета, митру, женские сандалии, пурпурные повязочки и нагрудник, от псалтерия (psalterio), от гнусности, от разврата неожиданно сделался популяром.— Цицерон. Речь об ответах гаруспиков XXVIII, 44, 6
В Септуагинте словом ψαλτήριον переведены четыре разных еврейских инструмента — «невел», «псантэр» (псалтерий?), «угав» и «тоф» (последние два — духовой и ударный). В псалмах 32, 91 и 143 уточняется, что псалтерий содержал 10 струн (СП: десятиструнная псалтирь, ЦС: десятострунная псалтирь).
В христианском богословии псалтерию (как и некоторым другим музыкальным инструментам) придавали символический смысл. Ориген и Афанасий Великий сравнивали 10-струнный псалтерий с человеческим телом, поскольку он символизировал пять органов чувств и пять видов «деятельности души», в другой интерпретации — символизировал десять заповедей. Августин же (комментируя Псалом 42) так описывал сходство и различие псалтерия и кифары. Сходство в том, что оба инструмента держат в руках во время игры, и оба «символизируют наши телесные труды» (significant opera nostra corporalia). Различие же в том, что оптимально звучащий полый резонатор (concavum lignum, или tympanum) первого (то есть псалтерия) находится вверху, а второго (кифары) — внизу. Отсюда делается вывод, что игра на псалтерии ассоциируется с человеческим трудами, которые обращены к небу и по Божьей воле осуществляются без забот, игра же на кифаре — с «низкими» тяготами, уготованными людям в бренной жизни (Августин. Толкования псалмов 42). Кассиодор (со ссылкой на Иеронима) описывает псалтерий сходным образом:

Псалтерий, по словам Иеронима, есть звуковая полость из дерева, которому придана форма буквы Δ («дельта»). Расширение корпуса он имеет в верхней части, где закрепленные в определенном порядке нити струн под ударами плектра откликаются, как говорят, приятнейшей мелодией. Псалтерию, как кажется, противоположно устройство кифары, которая означенное [расширение] имеет внизу, а псалтерий, напротив, — в головной части. Именно такого рода инструмент годится для песнопений, и он один подходит телу Господа Спасителя, поскольку, как псалтерий звучит от верхних частей, так и Он свыше величит [Своё] тело в его славном устроении.— Кассиодор. In Psalterium praefatio IV, PL 70, col. 15
Из описаний латинских отцов церкви кажется очевидным, что под псалтерием они, как и греки, имели в виду треугольную арфу (тригон).
Понимание псалтерия как цитровидного инструмента распространилось и утвердилось лишь в Средние века (как в Византии, так и западной Европе). Впрочем, в отсутствие конструктивного описания архетипического инструмента церковные писатели и теоретики музыки называли псалтерием (psalterium) различные струнные щипковые инструменты, в том числе семейства лир и семейства арф.
Местные аналоги псалтерия — арабо-тюркский канун, русские гусли и другие народные цитры. Родственный псалтерию инструмент — цимбалы (средневековый дульцимер, персидский сантур и т. п.), звук на котором извлекается ударами палочек.